# Syndicat de la fonction publique et parapublique du Québec
Le Syndicat de la fonction publique et parapublique du Québec (SFPQ) est une organisation syndicale indépendante qui représente principalement les fonctionnaires de l'État québécois. Ce syndicat représente environ 40 000 membres répartis dans plus de 35 accréditations québécoises. Quelque 30 000 d’entre eux sont issus de la fonction publique québécoise et répartis comme suit : près de 26 000 employés de bureau et techniciens et environ 4 000 ouvriers travaillant au sein de divers ministères et organismes. Les 10 000 autres membres proviennent du secteur parapublic.

## Historique
Le SFPQ a été créé officiellement en 1962 pour représenter les employées et les employés du gouvernement du Québec. Toutefois, l’organisation syndicale voit le jour au cours de l’hiver 1961 par la formation du « Syndicat national des fonctionnaires provinciaux du Québec », issu d’un groupe d’employées et d’employés de la fonction publique de la région de Montréal. À cette époque, une entente de service est signée avec la Confédération des syndicats nationaux (CSN). Au cours de l’été de la même année, un groupe de fonctionnaires de la région de Québec emboîtera le pas.
Cependant, c’est en 1964, après plusieurs batailles et revendications que le « Syndicat des fonctionnaires provinciaux du Québec » est reconnu officiellement comme l’unique représentant de tous les fonctionnaires et ouvriers de la province travaillant au sein de la fonction publique du Québec.
L’année 1966 verra le SFPQ s’affilier à la CSN et signer sa première convention collective. Toutefois, l’avènement du Front commun de 1972, la tenue de deux référendums et le désir ardent d’avoir sa propre identité ainsi que son autonomie amènent le SFPQ à se désaffilier de la CSN, le 25 septembre 1972. Il signe sa première convention collective à titre de syndicat indépendant le 29 novembre de la même année.
En 1985, une première unité d’accréditation à l’extérieur de la fonction publique joint les rangs du SFPQ. Il s'agit des employées et des employés de la Sépaq, qui n’est pas régi par la Loi sur la fonction publique. Au cours des vingt dernières années, une trentaine de groupes de salariés ont choisi le SFPQ pour les représenter.
En 2019, le SFPQ est toujours sans affiliation. Sur la scène internationale, le SFPQ est affilié à l'Internationale des services publics (ISP).

### Positions
La mission du SFPQ à l’égard de tous ses membres consiste à défendre leurs conditions de travail et à défendre les intérêts économiques, politiques et sociaux nécessaires à l’amélioration de leurs conditions de vie. Cette mission s’élargit également à l’ensemble de la société québécoise, puisque le SFPQ soutient un projet de société axé sur la démocratie, le développement durable, le partage, l’équité, la solidarité et le progrès de la société. En cohérence avec ses valeurs, il promeut les services publics comme moyen démocratique de répondre aux besoins de la population.

### Structures
Le Syndicat de la fonction publique du Québec peut compter sur l'appui d'une structure militante composée de trois paliers : local, régional et national.
En adhérant au SFPQ, un membre fait automatiquement partie d’une section syndicale, qui constitue la cellule de base du Syndicat. Le SFPQ regroupe quelque 95 sections réparties un peu partout au Québec.
De plus, pour le SFPQ, le Québec se divise en sept (7) régions. Chacune d’entre elles est constituée de l’ensemble des sections syndicales situées sur son territoire. Pour assurer leur bon fonctionnement, chaque région peut compter sur une équipe de représentantes et de représentants régionaux, qui varie entre une et cinq personnes. Ces dernières sont libérées à temps plein pour occuper des fonctions politiques ou techniques. Le Syndicat compte des bureaux dans ces sept (7) régions afin d’assurer divers services à ses membres et d’y coordonner une vie syndicale et démocratique.
D'autre part, le palier national est constitué d’instances démocratiques et du personnel qui en relève, principalement localisé au siège social à Québec. Parmi les principales instances, on retrouve la plus importante, soit le Congrès, qui a lieu tous les quatre ans dans la Capitale nationale et qui regroupe la plus forte délégation, environ 400 membres. Par ailleurs, le Conseil syndical est l’instance suprême entre les congrès. Il est composé des mêmes personnes que le Congrès, sauf que les délégations des sections sont plus petites, environ 200 personnes. Le Conseil syndical se réunit deux fois par année. Le bureau de coordination national (BCN) est composé des membres de l’Exécutif national ainsi que des représentantes et des représentants régionaux qui occupent les fonctions politiques. Les membres du BCN doivent mettre en place le plan national d’action et de mobilisation. L’Exécutif national est l’instance décisionnelle entre les conseils et les congrès. Son rôle est de veiller au bon fonctionnement de l’organisation syndicale au quotidien. Il est composé de sept membres élus par le Congrès, qui sont libérés à temps complet pour un mandat de quatre ans. Les membres de l’Exécutif national se partagent les différentes responsabilités politiques.

## Ligne du temps
- Fondation du Syndicat national des fonctionnaires provinciaux du Québec (1961)

Bien que la formation officielle du SFPQ ait eu lieu le 26 septembre 1962, les vrais débuts de la syndicalisation des employées et des employés de la fonction publique remontent au printemps 1961, grâce à une poignée de fonctionnaires regroupés sous le nom Syndicat national des fonctionnaires provinciaux du Québec.
- Fondation officielle du SFPQ (1962)

Le 26 septembre 1962, à Trois-Rivières, des ouvriers et des fonctionnaires ont fondé officiellement le Syndicat national des fonctionnaires provinciaux du Québec. Avec la syndicalisation des employées et des employés de la fonction publique, la société québécoise a mis fin à plusieurs décennies d’arbitraire, de patronage et de favoritisme dans l’attribution des emplois du secteur public et dans l’administration de l’État.
- 1er et 2e Congrès du Syndicat (1965)

Sous le thème commun « Revalorisation de la fonction publique », ces deux premiers Congrès ont été des événements heureux où les membres ont pu enfin se réjouir de tant d’années d’efforts. Retenons qu’à cette époque, le Syndicat se structurait autour d’une petite équipe composée de personnes élues, dont le rôle se résumait à négocier et à défendre deux conventions collectives : celle de l’accréditation « Fonctionnaires » et celle de l’accréditation « Ouvriers ».
- Cotisations syndicales (1965)

C’est lors du 1er Congrès, en mars 1965, que les cotisations syndicales ont été fixées à 1,50 $ par paie, et ce, à compter du 1er janvier 1967. Il faut noter qu’auparavant, les contributions mensuelles volontaires étaient de 2 $.
- Adoption de la Loi de la fonction publique (1965)

L’année 1965 a marqué l’entrée en vigueur de la Loi de la fonction publique. Celle-ci a donné aux employés de l’État le droit d’association, de négociation et celui de faire la grève. À noter que la nouvelle législation précisait que la rémunération, les heures et la durée du travail, de même que les congés, étaient négociables.
- Signature de la première convention collective (1966)

Un vote à 92 % en faveur de la grève a obligé le gouvernement du Québec à négocier la première convention collective des accréditations « Fonctionnaires » et « Ouvriers ».
- 129 mises à pied (1968)

En pleine période de négociation pour le renouvellement de la convention collective, le gouvernement a mis à pied 129 ouvriers, majoritairement permanents ; avec la mise à pied leur ont été proposés des « cours de recyclage », sans perte de salaire.
- Abolition des pauses (1968)

L’abolition des « repos intercalaires » de 15 minutes est survenue à peine un mois après la signature de la deuxième convention collective. Le conflit a mis deux ans à se régler.
- Loi du ministère de la Fonction publique (1969)

En mai, le gouvernement a déposé le projet de loi 23 menant à la création d’un ministère central pour la gestion du personnel et pour la négociation collective.
- 210 000 travailleurs en grève (1972)

Les éléments revendiqués par le premier Front commun étaient : 100 $ minimum par semaine ; augmentation de salaire annuelle de 8 % ; sécurité d’emploi ; et égalisation, à la hausse, du volume des avantages sociaux pour tous les employées et employés de l’État. Le Front commun a entamé la première grève générale de 24 heures, suivie d’une grève générale illimitée, laquelle s’est terminée par une loi spéciale forçant le retour au travail (et l’emprisonnement des présidents des syndicats pour outrage au tribunal – ceux-ci ayant recommandé à leurs membres de défier la loi spéciale).
- Salaire minimum hebdomadaire de 100 $ (1972)

Le 29 novembre 1972, le Syndicat a signé une convention collective entraînant différentes améliorations relatives aux vacances, avantages sociaux, à la classification et avancement accéléré d’échelons, en plus d’établir un salaire minimum hebdomadaire de 100 $.
- Création du Bureau de coordination provincial (BCP) (1973)

Composé des membres de l’Exécutif provincial, de personnes représentantes régionales, des personnes coordonnatrices de service, le BCP se réunissait deux fois par année. En 1995, le BCP est devenu le Bureau de coordination national et, depuis, seules y siègent les membres de l’Exécutif national et les personnes représentantes régionales avec un mandat politique.
- Création du RREGOP (1973)

Institué le 1er juillet 1973, le Régime de retraite des employés du gouvernement et des organismes publics est devenu l’unique régime de retraite obligatoire pour toutes les personnes employées de la fonction publique et des organismes publics. Il a, entre autres, remplacé le Régime de retraite des fonctionnaires (en place depuis 1876 sous le nom de Fonds de retraite et de secours des fonctionnaires de l’enseignement primaire), jugé trop onéreux par le gouvernement.
- Syndicalisation du personnel occasionnel (1973)

Entre 1973 et 1980, une longue bataille judiciaire a été engagée pour la syndicalisation du personnel occasionnel. Le 5 avril 1974, le tribunal a reconnu que le personnel occasionnel était assujetti aux dispositions du Code du travail et qu’il peut être syndiqué. En vain, le gouvernement en a appelé à maintes reprises pour briser cette reconnaissance. C’est finalement en janvier 1980 que le personnel occasionnel embauché pour plus d’une année a eu droit aux mêmes avantages et conditions de travail que le personnel permanent, à quelques exceptions près.
- Indexation des salaires (1975)

Le SFPQ a obtenu l’indexation pleine et entière des salaires au coût de la vie, selon l’évolution de l’indice des prix à la consommation.
- J’roule pu (1977)

Première campagne de publicité du SFPQ fut sous le thème « J’roule pu », laquelle a dénoncé les trop faibles compensations allouées au personnel itinérant pour l’utilisation d’un véhicule personnel.
- Refonte de la Loi de la fonction publique (1977)

Le 26 juillet 1977, le gouvernement a présenté le projet de loi 53 — Loi sur la fonction publique, mais celui-ci n’a pas été adopté. L’année suivante, un nouveau projet de loi a été présenté (projet de loi 50) et sanctionné en juin, malgré le mécontentement des syndicats (trois jours de manifestations, piquetage et débrayages). Entre autres, le SFPQ a été accusé de « crime de lèse-majesté » pour avoir bloqué les issues permettant l’accès à la colline Parlementaire.
- Premier débrayage ciblé (1979)

Lors du renouvellement de la cinquième convention collective, le SFPQ a modifié sa tactique et entrepris le premier débrayage ciblé dans certains ministères et organismes, notamment en ce qui a trait au courrier, à la messagerie, à l’informatique et à certains services auxiliaires.
- Congé de maternité de 20 semaines (1980)

Cette cinquième convention collective s’appliquait dorénavant au personnel occasionnel et aux employées et employés nordiques. Elle a également introduit les congés de maternité d’une durée de 20 semaines avec paiement d’une indemnité, ainsi que la possibilité pour ces employées d’obtenir des congés spéciaux.
Naissance du Service de santé et sécurité du travail (1980)
Tout au long des années 80, le SFPQ s’est fait reconnaître pour son expertise en santé et sécurité. Il a été le premier syndicat de la fonction publique à s’être doté d’un service de santé et sécurité avec des personnes conseillères libérées à temps plein.
- Comité provincial de la condition féminine (1983)

Sous la responsabilité d’une vice-présidente provinciale du SFPQ, le Comité provincial de la condition féminine était composé de trois personnes membres nommées par l’Exécutif provincial, appuyé par un réseau de douze responsables régionales.
- Le Décret (1983)

Le Décret est devenu la sixième convention collective, lequel a notamment imposé des diminutions de salaire (jusqu’à 20 %). Il a toutefois introduit les programmes d’accès à l’égalité, la création de comités paritaires en santé et sécurité et la garantie des heures de travail, tant pour les fonctionnaires que pour les ouvriers.
- Abolition du « classement-moquette » (1983)

À l’époque, l’avancement et la promotion du personnel de secrétariat se faisaient en fonction du titre de son patron : plus le poste du patron était élevé, plus la moquette de son bureau était épaisse, donc meilleures étaient les conditions de travail de sa secrétaire...
- Représentation des accréditations parapubliques (1985)

À la suite de décisions prises par le gouvernement de créer diverses sociétés, devant la montée du phénomène des cessions d’unités administratives, le SFPQ a décidé, lors de son Congrès de 1985, de représenter ces entités devenues parapubliques.
- 25 ans (1987)

À cette occasion, le Théâtre Parminou a créé la pièce de théâtre « Dans tous mes états ». Celle-ci rappelait les grandes étapes de l’histoire du SFPQ et illustrait la dynamique des relations entre le personnel de l’État, leur patron et la population.
- Retraite et occasionnels (1988)

Dès le 1er janvier 1988, les employés occasionnels ont pu bénéficier du même régime de retraite que les employés permanents.
- Équité salariale (1989)

Le gain le plus important pour le SFPQ à la signature de sa huitième convention collective a été de convaincre le gouvernement de procéder à des travaux d’équité salariale.
- Déménagement (1990)

Le SFPQ s’est installé dans l’édifice où il se trouve encore aujourd’hui (2020), soit au 5100, boulevard des Gradins (Québec).
- Première prolongation de convention collective (1991)

La huitième convention collective a été prolongée de six mois en y ajoutant ces éléments : gel des taux et échelles de salaire pour six mois, montant forfaitaire de 1 % jusqu’à la signature de la prochaine convention collective et restauration des échelles salariales de 3 % au 1er juillet 1992.
- Deuxième prolongation de convention collective (1992)

La prolongation s’est échelonnée du 1er juillet 1992 au 30 juin 1993, confirmant l’augmentation des échelles de salaire de 3 %, la cessation du montant forfaitaire de 1 % et une augmentation de 1 % au 1er avril 1993.
- Projet de loi 102 (1993)

Le projet de loi 102 est devenu l’objet de la neuvième convention collective. En plus de récupérer le 1 % versé le 1er avril, il a supprimé le congé annuel de 2,6 jours prévu entre Noël et le jour de l’An.
- Retrait du projet de loi 102 (1993)

Cette dixième convention collective a permis le retrait de la Loi 102 ; le versement d’un montant forfaitaire compensatoire de 0,5 % au printemps 1996 ; des augmentations salariales de 1 % les 1er janvier 1997 et 1998 ; une bonification des dispositions sur la sous-traitance et des critères d’admissibilité dans les régimes de retraite ; la création de listes de rappel pour certaines catégories de personnel occasionnel ; et l’intégration des fonctionnaires fédéraux à la fonction publique du Québec.
- Marcher contre la pauvreté (1993)

Du 26 mai au 4 juin a eu lieu la « Marche des femmes contre la pauvreté » , et le SFPQ y a été dignement représenté par Monique Voisine, Nancy Jalbert, Martine Soucy, Joane Prémont, Denise Montminy, Nicole Mallette, Lucie Fradette, Nicole Bernier, Micheline Martel, Guylaine Fournier, Johanne Lefebvre, Carole Villeneuve, Lise Chevalier et Denise Dion. Ces femmes, ainsi que d'autres centaines, ont marché pour réclamer du gouvernement du pain et des roses, c'est-à-dire des changements visant l'amélioration de leurs conditions économiques. Ce mouvement donnera naissance à la « Marche mondiale des femmes ».
- Premières ententes de service (1993)

Le SFPQ a conclu ses premières ententes de services avec des syndicats indépendants.
- Se mobiliser pour des projets communs (1996)

Sous le thème « Se mobiliser pour des projets communs », le 18e Congrès du SFPQ a engendré une grande réforme de sa structure, notamment par la diminution du nombre de régions (de douze à huit) ; l’établissement de bureaux régionaux indépendants ; et la séparation des rôles politiques et techniques entre au moins deux personnes représentantes régionales (seules les régions de Québec et de Montréal comptaient plus de deux personnes représentantes régionales). Le Congrès est aussi devenu triennal.
- Création du Comité national des jeunes (1999)

En créant un comité national pour les jeunes, l’objectif du SFPQ était d’augmenter la visibilité des jeunes et de promouvoir leurs intérêts au sein de l’organisation, tout en leur permettant de représenter le SFPQ lors de différents événements ou consultations.
- Syndicalisation du personnel occasionnel (2000)

Après presque deux ans de négociation, la onzième convention collective a été signée le 6 avril 2000. Qualifiée de « convention collective du personnel occasionnel », elle a permis à 2 000 membres d’accéder à la permanence et à 11 000 autres d’accéder à des concours réservés. Autre victoire : le service accumulé comme occasionnel a été reconnu quand l’employé devient permanent. De plus, le personnel occasionnel allait dorénavant être recruté par le biais de concours et inscrit sur des listes de déclaration d’aptitudes, lui donnant accès au processus de dotation d’employés permanents.
- Prolongation de la convention collective (2002)

La convention collective a été prolongée d’un an afin de permettre l’achèvement des travaux sur l’équité salariale et du processus de révision globale de la classification. Le personnel a reçu une augmentation salariale de 2 % pour la période du 1er avril au 31 décembre 2003 et un montant forfaitaire de 1 %.
- Retrait du SFPQ (2005)

Lors du 21e Congrès, ne voulant pas endosser la décroissance des emplois, les délégations du SFPQ ont décidé de se retirer des comités locaux, ministériels et sectoriels de l’organisation du travail.
- Grèves (2005)

Au cours des négociations pour le renouvellement de la convention collective, le SFPQ a déclenché des grèves sectorielles et rotatives au ministère de la Justice, à Revenu Québec et à la Société de l’assurance automobile du Québec.
- Adoption du projet de loi 142 (2005)

Dans la nuit du 15 au 16 décembre, l’Assemblée nationale a adopté, sous bâillon, la Loi concernant les conditions de travail dans le secteur public. Celle-ci avait pour objectif prétendu d’assurer la continuité des services publics et d’établir les conditions de travail des salariés du secteur public en imposant des conventions collectives aux employés de l’État avant que les négociations aient porté fruit. Hélas, elle a surtout eu comme effet de retirer le droit de grève aux employés du secteur public.
- Blâme au gouvernement Charest (2007)

Après que le gouvernement Charest eût mis fin à la négociation collective du secteur public, de façon abrupte et sans raison valable (en adoptant le projet de loi 142 en décembre 2005), il reçut les blâmes de l’Organisation des Nations unies, par le biais du Bureau international du travail. Celle-ci lui a reproché de porter atteinte à la liberté d’association syndicale et au droit de négociation du personnel de l’État.
- Moins souvent (2008)

Lors du 22e Congrès du SFPQ, il a été décidé que lesdits Congrès auraient désormais lieu tous les quatre ans, et non plus aux trois ans.
- Manifestation monstre (2010)

Une manifestation organisée par le Front commun des services publics a rassemblé plus de 75 000 travailleuses et travailleurs au centre-ville de Montréal. Ceux-ci ont rappelé au gouvernement que les solutions pour améliorer les services publics passent par la négociation.
- ARQ (2011)

Le 24e Congrès extraordinaire a été un congrès spécial entièrement consacré à Revenu Québec, désormais devenu l’Agence du revenu du Québec.
- Et parapublique (2012)

Le Syndicat de la fonction publique est devenu le Syndicat de la fonction publique et parapublique.
- Forums (2012)

Le Congrès de 2012 a adopté la tenue de Forums d’accréditations, réunissant des membres par milieu de travail, aux fins de concertation et de représentation des travailleuses et des travailleurs.
- 50 ans (2012)

Le SFPQ à la défense des intérêts de ses membres depuis 50 ans.
- Opération 44/48 (2012)

Des milliers d’employés occasionnels et saisonniers ayant cumulé 44 mois d’ancienneté au cours des 48 derniers ont pu accéder à un statut temporaire, lequel les a menés ou les mènera à un statut permanent. La deuxième opération 44/48 a eu lieu en 2016.
- Contre le saccage de l’assurance-emploi (2012)

Le SFPQ, membre de la Coalition nationale de lutte contre la réforme à l’assurance-emploi, a demandé à tous les partis politiques du Québec d’adopter une résolution dénonçant les restrictions de l’assurance-emploi incluses dans la Loi C-38.
- Austérité du gouvernement libéral (2014)

Le SFPQ a fait partie des nombreuses manifestations dénonçant l’austérité du gouvernement Couillard. Il a notamment proposé au gouvernement de faire preuve d’imagination pour renflouer les coffres de l’État, plutôt que de couper dans les services aux citoyens.
- Lancement de l’app PSST (2014)

Le Service de la santé et sécurité du SFPQ a lancé l’application PSST, un outil technologique innovant facilitant la vie des personnes en matière de prévention en santé et sécurité du travail.
- Front commun (2015)

Le SFPQ a fait front commun avec l’APTS, la CSN, la CSQ et la FTQ dans les négociations de renouvellement des conventions collectives. Le règlement salarial obtenu : 1,5 % (2016), 1,75 % (2017) et 2 % (2018).
- Diminution du nombre d'élus (2016)

Lors du Congrès de 2016, l'Exécutif national est passé de neuf membres à sept; des modifications ont aussi été apportées du côté des personnes représentantes régionales.
- CÉROM, MRC et ambulanciers (2016)

Le SFPQ a accueilli parmi ses membres les gens du CÉROM, d’autres de MRC et a signé des ententes de services avec des techniciens ambulanciers.
- Centres d’appels en détresse (2016)

Le SFPQ a lancé un vaste projet d’étude sur la qualité des conditions de travail des gens en centres d’appels, où « surcontrôle » et intensification du travail sont généralisés. Parmi les conclusions du rapport, retenons que les conséquences de la détérioration des conditions de travail sont majeures sur la santé physique et psychologique des travailleurs, sur leur satisfaction au travail, mais également sur la qualité des services publics qu’ils sont en mesure de donner à la population.
- Le retour du Gîte (2016)

Le personnel du Gîte du Mont-Albert, représenté depuis quelques années par la CSN, a choisi de revenir au sein du SFPQ. Dorénavant, le SFPQ représente tous les établissements de la Sépaq.
- Bienvenue aux étudiants (2017)

Maintenant représentés par le SFPQ, les étudiants employés par l’État ont désormais les mêmes droits que les employés réguliers.
- Patrouilleurs MTQ (2017)

Le ministère des Transports, de la Mobilité durable et de l’Électrification des transports a accepté la demande du SFPQ (CMMRP) que les patrouilleurs du MTQ devant renouveler leur attestation de secourisme puissent être libérés pour le faire, et ce, sans perte de traitement.
- 5-10-15 (2017)

Le SFPQ est membre de la Coalition 5-10-15, laquelle revendique notamment la hausse du salaire minimum et l’amélioration de la conciliation famille-travail.
- Marche pour le climat (2019)

En compagnie de plus de 100 000 personnes, le SFPQ a rejoint la manifestation mondiale du 14 mars.
- Étude inédite (2019)

Le SFPQ a rendu publique une étude inédite sur les conditions de travail des inspecteurs de la fonction publique et parapublique du Québec ainsi que sur l’évolution récente de l’inspection au Québec. Retenons que, malgré les difficultés, les inspecteurs en viennent parfois à se demander ce que la mission de leur ministère ou organisme devient.
- Intelligence artificielle (2019)

Le Service de la recherche du SFPQ analyse les conséquences de l’intelligence artificielle sur le travail des employés de la fonction publique québécoise.
- Conseils de négo en ligne (2020)

En raison du confinement obligé par la pandémie de COVID-19, pour la première fois dans l'histoire du SFPQ, les Conseils de négo des accréditations « Fonctionnaires » et « Ouvriers » ont eu lieu en ligne (1er et 2 juin).

## Exécutif-Nationale
- Christian Daigle - Président général
- Karine Dextras-Paquette - Secrétaire générale
- Franck Di Scala - Trésorier général
- Patrick Audy -  Premier vice-président
- Michel Girard - Deuxième vice-président
- Yannick Giroux - Troisième vice-présidente
- Éric Dumoulin - Quatrième vice-président

## Présidences
- Raymond Fortin (1962 - 1967)
- Jean-Paul Breuleux (1967 - 1973)
- Jean-Louis Harguindeguy (1973 - 1993)
- Danielle-Maude Gosselin (1993 - 1996)
- Serge Roy (1996-2001)
- Richard Thibaudeau (2001 - 2002)
- Michel Sawyer (2002 - 2008)
- Lucie Martineau (2008- 2016)
- Christian Daigle (2016- ...)